# ЛГБТ права в Катар
Правата на лесбийките, гейовете, бисексуалните и транссексуалните (ЛГБТ) хора в Катар са различни от тези на хетеросексуалните жители. Проявите на мъжка хомосексуалност са незаконни, с наказание до три години затвор, глоба и възможност за смъртно наказание според шариата. До 2022 г. обаче няма известни случаи, в които да е изпълнено смъртно наказание, присъдено за хомосексуализъм. 
В Катар преобладават културните нрави, които се отнасят отрицателно към хомосексуалността и транс общностите.  Правителството на Катар не признава еднополовите бракове или гражданските партньорства, нито позволява на хората в Катар да провеждат кампании за правата на ЛГБТ хората.
През ноември 2008 г. британският изпълнител Джордж Майкъл изнася успешен концерт в Катар,  което го прави първият хомосексуален музикант, който свири в Катар. 

## Законност на еднополовите сексуални актове
От 2004 г. член 296 от действащия Наказателен кодекс (Закон 11/2004)  предвижда лишаване от свобода от една до три години за „содомия между мъже“. Това е малко по-малко строго от първоначалния закон, който предвижда до пет години затвор за хомосексуалните мъже (наказание за сексуални действия вместо наказание за сексуална ориентация). Местното смъртно наказание за хора от един и същи пол е приложимо само за хомосексуални мюсюлмани, тъй като извънбрачният секс, независимо от пола на участниците, се наказва със смърт. Въпреки това няма доказателства, че смъртното наказание е прилагано за еднополови връзки по взаимно съгласие между възрастни извън местата, контролирани от властите.   
През 1998 г. американски гражданин, посетил Катар, е осъден на шест месеца затвор и 90 удара с камшик за хомосексуална дейност.  През 90-те години на миналия век Филипинската администрация по заетостта в чужбина информира филипинските работници, че гей работниците са забранени в Катар. Това беше в отговор на няколко масови ареста и депортации на филипински работници в Катар за хомосексуалност. 
През 2016 г. полската Instagram звезда King Luxy беше арестуван в Катар по обвинение, че е хомосексуален. Той прекара два месеца в ареста, преди да бъде освободен. От полското посолство твърдят, че той е арестуван за изнудване. 

## Признаване на еднополовите връзки
Законите на Катар относно брака, развода и други семейни въпроси са повлияни от традиционния ислямски морал. Следователно съжителството е незаконно и в Катар не съществува правно признание за еднополови бракове, граждански съюзи или семейни партньорства .

## Противоречие за Световното първенство по футбол през 2022 г
През 2010 г., малко след като Катар беше избран за домакин на Световното първенство по футбол през 2022 г., президентът на ФИФА Сеп Блатер беше попитан за хомосексуалната реалност в Катар и той отговори, че футболните фенове с друга сексуална ориентация в Катар „трябва да се въздържат от всякакви сексуални действия“. След като беше критикуван за тази забележка, Блатер добави, че: „Ние от ФИФА не искаме никаква дискриминация. Това, което искаме да направим, е да отворим тази игра за всички и да я отворим за всички култури и това е, което правим през 2022 г."       
През 2011 г. член на холандския парламент от Партията на свободата (PVV) предложи холандският футболен отбор да играе в розово, вместо в националния цвят на страната, оранжево, в знак на протест срещу ситуацията с правата на ЛГБТ хората в Катар. 
През 2013 г. ръководителят на кандидатурата на Катар за Световното първенство, Хасан Ал-Тавади, каза, че всеки е добре дошъл на събитието, стига да се въздържа от публична проява на обич. „Публичната проява на обич не е част от нашата култура и традиция“, каза той.  През 2013 г. Кувейт предложи да се забрани влизането на ЛГБТ чужденци  да влизат във всяка от кооперативните страни в Персийския залив и GCC се съгласява този въпрос да бъде обсъден.  GCC обаче се отказа, вероятно поради опасения относно ефекта върху домакинството на Катар на Световната купа през 2022 г. 
През ноември 2021 г. австралийският футболист Джош Кавало, единственият настоящ играч в лигата, който е открито гей, каза, че би се страхувал да пътува до Катар, за да играе, на което Насър Ал Хатер, ръководител на организационния комитет на турнира, отговори, че Кавало ще бъде „добре дошъл“ в страната. 
Официални лица от Катар първоначално заявиха през декември 2020 г., че в съответствие с политиката за включване на ФИФА няма да ограничава показването на про-ЛГБТ изображения (като знамена с дъга) на мачове по време на Световното първенство.  Въпреки това през април 2022 г. старши служител по сигурността, който наблюдаваше турнира, заяви, че има планове за знамена от зрителите като мярка за безопасност – за да ги предпази от конфликти със зрители, които са против ЛГБТ. Мрежата Fare разкритикува доклада с аргумента, че действията срещу ЛГБТ общността от страна на държавата са от по-голямо значение за тези, които присъстват на Световната купа, отколкото действията на отделни лица.  
През май 2022 г. някои хотели в официалния списък на ФИФА с препоръчани места за настаняване за събитието от Световната купа категорично отказаха да осигурят настаняване на еднополови двойки. Други хотели в списъка посочиха, че ще приемат резервации за еднополови двойки, стига да крият връзката си публично.  ФИФА заяви, че ще гарантира, че споменатите хотели отново ще бъдат запознати със строгите изисквания във връзка с посрещането на гостите по недискриминационен начин.  По време на пресконференция в Германия на 20 май емирът на Катар шейх Тамим бин Хамад ал-Тани заявява, че ЛГБТ посетителите ще бъдат добре дошли на Световното първенство през 2022 г., но те трябва да уважават културата на нацията. 
През септември 2022 г., според доклад на The Guardian, FA ( Футболната асоциация ) е уверила, че ЛГБТ+ двойките няма да бъдат арестувани, докато се държат за ръце или се целуват публично в Катар. Футболната асоциация обяви, че фенове с дъгови знамена няма да бъдат арестувани, стига да не „проявяват неуважение“ към местната култура и норми, като разпъват знамена над джамиите в Катар.  
Доклад от октомври 2022 г. на Human Rights Watch сочи, че има системно полицейското насилие срещу ЛГБТ хора в Катар въз основа на доклади на очевидци от 2019 до 2022 г.

## Условия на живот
През 2016 г. в новинарския източник Doha News се появи публикация с мнение от ЛГБТ мъж от Катар под псевдонима Маджил Ал-Катари, който описва това, че е гей в Катар, като „смущаващо“ и говори за „непоправимите щети върху [неговото] психично здраве“. След това той е критикуван, че „позволява да се обсъжда темата за „хомосексуалността“ в Катар“.и е посрещнат с изключително бурни реакции.  
През 2018 г. Том Босуърт, открито гей британски състезател по бягане, казава, че е готов да рискува затвора, за да защити правата на ЛГБТ обществото в Катар по време на Световното първенство по лека атлетика през 2019 г.  Той завърши седми на Световното първенство през 2019 г. 
През юни 2019 г., въпреки че законите в Катар все още криминализират хомосексуалността, AJ+ – международен издател Al Jazeera Media Network отбелязава месеца като Месец на гордостта на LGBTQ с туит за разговор с актьорския състав на Queer Eye по проблемите на ЛГБТ обшността. Това накара много онлайн потребители да посочат онлайн парадокса, че AJ+ обсъжда и насърчава признаването на гей правата извън Катар, докато Катар цензурира ЛГБТ съдържание. 